# Fútbol Club Industriales
Maillots
Le Fútbol Club industriales La Habana est un club de football cubain basé à La Havane. 
Il n'a aucune relation avec son homonyme - Industriales - vainqueur du championnat de Cuba à quatre reprises dans les années 1960 et 1970.

## Histoire
Régulièrement présent en championnat de Cuba depuis la saison 1999-2000, le club est relégué à la fin du championnat 2009-10 et disparaît par la suite.
Même s'il fait son retour à l'occasion de la Copa Carlos Loredo in Memoriam 2014  - où il s'octroie la 2e place derrière le FC La Habana - le FC Industriales semble avoir disparu de la circulation, a contrario de son équipe de futsal, considérée comme l'une des meilleures du pays.

### Liens
- Fiche du club sur www.livefootball.com